# Эскадренные миноносцы типа «Хэвок»
Эскадренные миноносцы типа «Хэвок» — тип эскадренных миноносцев, состоявший на вооружении Военно-морского флота Великобритании с 1893 по 1912 года, первые представители своего класса в истории судостроения. Всего было построено 2 эсминца этого типа (оба строились по программе 1893 года)

## История строительства
К постройке 2 эсминцев типа «Хэвок» («Хэвок» и «Хорнет») фирма Ярроу приступила в начале 1893 года. Головной эсминец типа, «Хэвок», был спущен в октябре 1893 года, и 28 октября начались его испытания, на которых эсминец показал среднюю скорость 26,783 узла.
Вскоре после удачных испытаний «Хэвока» обнаружилось, что чертежи машинных установок эсминца имеются у большинства конструкторов, получивших заказы на постройку кораблей этого типа. Ярроу был возмущён кражей своей интеллектуальной собственности: в газетах были помещены соответствующие объявления, обещавшие солидное вознаграждение тому, кто поможет найти виновного. В конечном итоге выяснилось, что в деле о пропаже чертежей замешано Британское Адмиралтейство. Спор об «авторском праве» на чертежи закончился публичной декларацией, сделанной секретарём Адмиралтейства, признавшего первенство фирмы Ярроу в составлении проекта эсминца, а также великолепный результат, достигнутый фирмой при выполнении первого полученного заказа.
Контрактная стоимость каждого миноносца составила 33 474£.

## Особенности конструкции
Характерной особенностью эсминцев типа была их очень удлинённая форма: «Хэвок» имел длину 54,9 м, ширину 5,64 м при средней осадке около 1,8 м, высоту надводного борта в носовой части менее 2,5 м и в кормовой — менее 2 м.
Носовая часть без выступов была покрыта карапасной палубой до штурманской рубки. Верх штурманской рубки поддерживал платформу 75-мм носового орудия, находившегося всего в 7-8 м от форштевня. С обеих сторон рубки имелся выступ, служивший волноломом, защищавшим 2 из 3 имеющихся на корабле 57-мм орудий.
Корпуса кораблей типа были разделены на 8 отсеков семью поперечными переборками без дверей. Защита на кораблях отсутствовала, если не считать утолщения (12,5 мм) обшивки рубки и угля, размещённого в бортовых угольных ямах с обеих сторон котлов (в среднем — около 60 тонн).
Расход топлива на полном ходу был очень большим (до 1,4 кг на л. с.), и вместимость угольных ям могла обеспечить всего лишь несколько часов 26-узлового хода. Эсминцы типа могли легко поддерживать 23-24 узловой ход, но принимали при этом много воды, а при скорости свыше 23 узлов отмечалась большая вибрация.
Экипаж каждого из кораблей насчитывал 42 человека. Условия жизни на эсминцах были тяжёлыми, и в качестве компенсации члены экипажей получали повышенные оклады содержания.

## Вооружение
Первоначальное вооружение этих эсминцев состояло из 3 торпедных аппаратов (однотрубный носовой и двухтрубный в диаметральной плоскости), позднее носовой торпедный аппарат был демонтирован, поскольку при первых торпедных стрельбах на больших скоростях корабли нередко таранили выпущенную торпеду. Артиллерийское вооружение эсминцев состояло изначально из одного 76,2-мм орудия и трёх 57-мм орудий. Позднее вместо носового торпедного аппарата были добавлены ещё два 57-мм орудия.